# Manuel Muñiz Villa
Manuel Muñiz Villa (León, 19 de mayo de 1983) es un abogado español, administrador académico y profesor de relaciones internacionales. Es el actual rector internacional de la Universidad IE y presidente del Consejo de IE New York College. 
De 2017 a 2020 y de 2021 a 2024 fue decano de su Escuela de Política, Economía y Asuntos Globales.En 2023 fue elegido presidente de la Asociación de Escuelas Profesionales de Asuntos Internacionales.
Entre 2020 y 2021 desempeñó el cargo de secretario de Estado de la España Global en el Ministerio de Asuntos Exteriores, Unión Europea y Cooperación. 

## Primeros años y formación
Manuel Muñiz Villa nació en León en 1983. Muñiz estudió en el Runnymede College de Madrid. Se licenció en derecho por la Universidad Complutense de Madrid (UCM) en 2007.
Muñiz completó su formación con un máster en mercados financieros en el Instituto de Estudios Bursátiles (2009) en Madrid y un máster de administración pública en el Escuela de Gobierno John F. Kennedy de la Universidad de Harvard (2011). Asimismo, en 2012 se sumó al Centro de Estudios e Investigaciones Internacionales (CERI) de la Universidad de Science Po en Paris, Francia, en calidad de Research Fellow. En el año 2016 completó su Doctorado de Relaciones Internacionales en Universidad de Oxford.

## Trayectoria profesional
Manuel Muñiz tiene una dilatada experiencia tanto académica como diplomática. A lo largo de su carrera, ha sido asesor de entidades institucionales nacionales e internacionales como las Naciones Unidas, el G20, la Comisión Europea y el Departamento de Seguridad Nacional español. También ha publicado artículos de opinión o bien ha sido entrevistado para The New York Times, The Washington Post y Project Syndicate además de haber recibido una serie de premios y reconocimientos que incluyen el David Rockefeller Fellowship de la Comisión Trilateral, Millennium Fellowship del Atlantic Council.
Miembro de la Fundación Rafael del Pino en 2014 como director del Programa de Liderazgo Global para promover el talento español en el ámbito de las relaciones internacionales, en 2016 la Fundación le otorgó la cátedra de Liderazgo Global. En 2015, se convirtió en consultor en la Misión de Apoyo de las Naciones Unidas en Libia como experto en materia de seguridad.
Fue, asimismo, director del Programa de relaciones transatlánticas en el Centro Weatherhead para Asuntos Internacionales de la Universidad de Harvard de 2015 a 2017 y dio clases sobre las consecuencias geopolíticas del avance del populismo en Universidad Tufts entre 2016 y 2017. Durante este tiempo, fue seleccionado por Esglobal como uno de los 25 intelectuales que están redefiniendo el pensamiento iberoamericano. Manuel Muñiz fue posteriormente elegido Asociado Senior y “Fellow” del Centro de Ciencia y Asuntos Internacionales Robert y Renée Belfer de la Universidad de Harvard, donde fue uno de los promotores del Proyecto sobre Europa y la Relación Transatlántica.
Decano de la Escuela de Asuntos Globales y Públicos de la Universidad IE desde 2017, fundó el Centro IE para la Gobernanza del Cambio.
En enero de 2020 el Consejo de Ministros del Gobierno de España le nombró secretario de Estado de la España Global. Sustituyó a Irene Lozano en su puesto y amplió las competencias de la Secretaría de Estado para incluir la dirección general de Comunicación del Ministerio, la dirección general de Estrategia y Prospectiva y la dirección general de Diplomacia Económica, con un marcado énfasis en luchar contra el impacto de la Covid 19 en la economía española. Además, se unió al «comité de expertos» que asesora al Gobierno durante la pandemia de COVID-19.
Durante su mandato Muñiz coordinó la redacción de la  Estrategia de Acción Exterior 2021-2024 Archivado el 27 de enero de 2021 en Wayback Machine. y dirigió los esfuerzos para la composición de la primera Estrategia Nacional de Tecnología y Orden Global, un documento llamado a lanzar la Diplomacia Tecnológica española. Impulsó también los trabajos de España en la OCDE, muy particularmente en la construcción de un marco seguro para la movilidad internacional en el contexto de la Covid19. Durante el 2020 tuvo un rol destacado en la coordinación de la presidencia española de la Ministerial de la organización. Ese año Manuel Muñiz formó parte Grupo de Expertos sobre Covid19 establecido por el Presidente del Gobierno y que ayudó a diseñar la Estrategia de Desescalada española. Como portavoz del Ministerio de Asuntos Exteriores ha tenido una cita recurrente con la prensa a través de briefings con prensa española e internacional y ha capitaneado los esfuerzos de comunicación del Ministerio, incluyendo aquellos destinados a mejorar la imagen de España en el exterior. En este rol, ha desarrollado acciones y campañas de reputación como las dos ediciones de ‘Spain for Sure’[i], ‘ParamiEspañaEs’[ii] o ‘Héroes locales, Españoles Globales’[iii]. Antes de culminar su cargo había iniciado la creación del primer plan de acción de reputación país, con el que se pretende crear un consenso y herramientas suficientes para impulsar la imagen de España en el exterior.
El 11 de julio de 2021 presentó su dimisión voluntaria del cargo de secretario de Estado de la España Global, tras el anuncio del cese de la hasta entonces ministra, Arancha González Laya. Su cese voluntario fue aprobado por el Consejo de Ministros el 14 de julio.
Tras su renuncia, se reincorporó a IE University como rector internacional y decano de la Escuela de Política, Economía y Asuntos Globales. En octubre 2024 se anunció que el exprimer ministro italiano Enrico Letta le sustituiría como decano. 
Muñiz es, además, miembro del Consejo Europeo de Relaciones Exterioresy miembro permanente de la Real Academia Europea de Doctores. 
En 2024, se le concedió por Real Decreto 834/2024 la Gran Cruz de la Orden del Mérito Civil

## Investigación
Manuel Muñiz inició su carrera académica estudiando los procesos de integración europea con un énfasis en la relación transatlántica, la seguridad y la defensa. Ha estudiado también lo que ha denominado la “Era Anti-Elites”, el ascenso del populismo y la implosión del Orden Internacional Liberal. Como parte de sus estudios sobre el colapso del orden internacional ha estudiado el ascenso de China, así como la emergente Guerra Fría Tecnológica entre China y Estados Unidos.
Su trabajo se ha concentrado de manera extensa en el impacto de la tecnología sobre el contrato social y el orden global, siendo su tesis central que la rápida transformación tecnológica ha producido una fractura del contrato social. Esta fractura es una consecuencia del vaciado de las clases medias occidentales y ha producido el ascenso del populismo y el inicio de una Era Anti Liberal. Muñiz ha defendido la necesidad de que se construya un nuevo Contrato Social para la Era Digital en el que se atienda la fractura social y la desigualdad. Ha sugerido, además que los gobiernos desarrollen capacidad de prospectiva para gobernar el cambio y que se cree una verdadera ciencia de la anticipación.
En 2023 Muñiz fue nombrado Senior Fellow de la Institución Brookings. 

### Artículos
- Muñiz, M. (2023).  "N°90 - La Era de la Inteligencia Artificial - 14 de diciembre de 2023 - Vanguardia Dossier - Dossier". [35]
- Muñiz, M. (2023). “Dancing with separatists: Can Spain’s new government last?,” The Brookings Institution[36]
- Muñiz, M. (2023). “Diplomacia tecnológica para la era digital”, Revista CIDOB d’Afers Internacionals, n.º 134 (September 2023), p. 91-10[37]
- Muñiz, M. (2023). “AI, Democracy and the Global Order,” (joint with Samir Saran), Project Syndicate[38]
- Muñiz, M. (2023). “Perspectives transatlantiques sur un ordre mondial fracture,” (Transatlantic perspectives on a fracturing global order), Politique étrangère, vol. 88, n° 1, printemps 2023[39]
- Muñiz, M. (2022). “La desintermediación de la diplomacia,” (The desintermediation of diplomacy), Estudios de Política Exterior, Issue 208, July/August, pp. 2-13[40]
- Muñiz, M. (2022). “Technology and the Global Struggle for Democracy,” Project Syndicate[41]
- Muñiz, M. (2021). “Por una España más global,” (A more global Spain), Estudios de Política Exterior, Issue 200, Marzo/Abril, pp. 90-103[42]
- Muñiz, M. (2020). “Diplomacia económica para un nuevo Contrato Social,” (Economic Diplomacy for a New Social Contract), El País[43]
- Muñiz, M. (2020).  “Tecnología y orden global,” (Technology and Global Order), Estudios de Politica Exterior, Issue 193, Enero/Febrero, pp. 2-14[44]
- Muñiz, M. (2019). “Orden Global, Tecnología y la Geopolítica del Cambio,” (Global Order, Technology and the Geopolitics of Change), Anuario Internacional CIDOB, pp. 16-24[45]
- Muñiz, M. (2019). “The Coming Technological Cold War,” (La Guerra Fría Tecnológica que se avecina), Project Syndicate[46]
- Muñiz, M. (2019). "Techonology for better governance". (joint with Idoia Ortiz), The education times, Times of India
- Muñiz, M. (2018). "Tecnología y Orden Global". (Technology and Global Order), El país[47]
- Muñiz, M. (2018). "El retorno de la Historia". (The return of History), ABC[48]
- Muñiz, M. (2018). "Domestic enemies and the Collapse of the Transatlantic Order". Atlantic Community[49]
- Muñiz, M. (2017). “Le triangle de distribution emplois-productivité-revenu ne fonctionne plus,” (The Distribution Triangle of Employment-Productivity-Income Does not Work Any More), Le Monde[50]
- Muñiz, M. (2017). “Economic Growth is No Longer Enough,” (El crecimiento económico ya no es suficiente), Project Syndicate[51]
- Muñiz, M., Kaiser, K., Lastra, C., Meyer, H., and Torres, M. (2017). “Technological Change, Inequality and the Collapse of the Liberal Order,” (Cambio tencológico, desigualdad y el colapso del Orden Liberal) G20 Insights, Policy Brief[52]
- Muñiz, M. (2017). "El Futuro del Gobierno y de la Acción Pública en el Siglo XXI," (The Future of Government and of Public Administration), Revista Información Comercial Económica (ICE), Issue 891, pp 7-19.
- Muñiz, M. (2017). “El colapso del orden liberal,” (The Collapse of the Liberal Order), Estudios de Politica Exterior, Issue 175, Enero/Febrero, pp. 2-13[53]
- Muñiz, M. (2017). “Could Spain help fix Europe?,” (Podría España solucionar los problemas de Europa?) The Washington Post[54]
- Muñiz, M. (2016). “Populism and the Need for a New Social Contract,” (El ascenso del populismo y un nuevo Contrato Social), Social Europe[55]
- Muñiz, M. (2016). "La era anti-elites", (The Anti-Elite Era) , Estudios de Política Exterior, Issue 172, Julio/Agosto, pp. 46-52[56]
- Muñiz, M. (2016). "La confusión de EEUU en un mundo desordenado." (The confusion of the EEUU in a chaotic world). Estudios de Política Exterior, Issue 170, Marzo/Abril 2016, pp 139-143[57]
- Muñiz, M. (2014). "Progreso Tecnológico y Orden Internacional: hacia una nueva economía y una mejor gobernanza." (Technological Progress and the International Order: towards a new economy and better governance). (joint with Alexandre Pérez Casares), Revista Información Comercial Económica (ICE), Issue 880, pp 39-55
- Muñiz, M. (2014). "Redefining the Transatlantic Security Relationship" (joint with Anne Marie LeGloannec) , Transworld Working Paper 38, pp 1-39[58]
- Muñiz, M. (2013). "Why Europe, too, needs an Asia pivot". (joint with Karl Kaiser) , Europe´s World Journal, Issue 24, pp - 92-96

### Libros y capítulos de libros
- Muniz, M (2020). “A New Social Contract for the Digital Age,” (Un nuevo Contrato Social para la Era Digital), in The Work Revolution, BBVA Open Mind, Turner, pp. 106-118[32]
- Muniz, M (2019). “La Implosión del Orden Liberal,” (The Implosion of the Liberal Order), in “Gobernanza futura: hiperglobalización, mundo multipolar y Estados menguantes,” Cuaderno de Estrategia, 199, Instituto Español de Estudios Estratégicos[59]
- Muniz, M (2018). “The Governance of Change: How Companies and Governments Should Adapt to Technological Disruption,” (La gobernanza del cambio: como deben adaptarse las empresas y el gobierno al cambio tecnológico), in  Iñiguez, Santiago and Kazuo, Ichijo eds. Business Despite Borders, Palgrave McMillan, pp. 21-33[60]
- Muniz, M (2016). “Explaining security and defence integration: the case of Europe,” (Explicando la integración en seguridad y defensa: el case de Europa), [PhD thesis]. University of Oxford[26]